# Димитрий Скевофилакс
Димитрий Скевофилакс (греч. Δημήτριος όσιος ο Σκευοφύλαξ; VIII в.) — преподобный (память в Греческой церкви 25 января).
Память Димитрия, названного скевофилаксом, то есть ризничим, содержится в византийских стишных синаксарях (например, в Синаксаре Исторического музея) и впоследствии была включена в греческие печатные Минеи (Венеция, 1595 г.). Исследователи отождествляют этого Димитрия с Димитрием, «богохранимейшим», «боголюбезнейшим» и «почтеннейшим» дьяконом и скевофилаксом собора Святой Софии в Константинополе, зачитывавшим на седьмом Вселенском Соборе отрывки из творений святых отцов об иконах.